# 铁甲飞天侠
《铁甲飞天侠》（アストロガンガー）是1972年10月4日至1973年3月28日在日本電視台播放，ナック、宣弘社製作的机器人动画。

## 故事介绍
貫太郎的母親是外星人科學家，後来被其他星球的外星人追殺。她和一塊金屬生命體逃到地球，並在地球結婚生下了貫太郎。貫太郎的母親把金屬生命體培育成铁甲飞天侠並交給兒子貫太郎。此後貫太郎和铁甲飞天侠一起為地球的和平而戰。